# IW引擎
IW引擎是一个由Infinity Ward工作室开发用于使命召唤系列的游戏引擎，并作为詹姆斯·邦德游戏的主要引擎。引擎包含了id Software开发的GtkRadiant关卡开发软件。它已被用于由Infinity Ward，Treyarch，Raven Software和Sledgehammer Games开发的游戏中。

## 历史
引擎首次在2005年的《使命召唤2》中使用，由id Software公司1999年开发的id Tech 3引擎发展而来，是雷神之锤III引擎大加修改后的版本。当时引擎还没有一个正式的名称，直到工作室在2009年E3游戏展时向IGN透露《使命召唤：现代战争2》将会运行在“IW 4.0引擎”上。
《使命召唤4：现代战争》发行时使用的是引擎的“3.0”版本。Treyarch在《使命召唤：战争世界》中使用了经过改进的IW 3.0引擎。 其后，Treyarch又将修改后的引擎用在了《007大破量子危机》中。
《使命召唤：现代战争2》发行时使用的是引擎的是“IW 4.0”引擎, 也是唯一使用该版本引擎的游戏。IW 4.0引擎特有的材质延迟技术可以构建更高的环境细节。其后，Treyarch进一步改进了“IW3.0”引擎，并将其用在了《使命召唤：黑色行动》上。 引擎也被Eurocom更改后用在了《007：黄金眼》中。
《使命召唤：现代战争3》使用“IW 5.0”引擎，该引擎的第五代，同时也是“IW 4.0”的改进版本 引擎的提升带来了更好的流式技术，使得游戏即使加载较大场景时也能稳定运行于每秒60帧，同时，游戏的音效也得到了提升。

## 遊戲
| 遊戲                                              | 引擎版本                         | 年份        |
| ------------------------------------------------- | -------------------------------- | ----------- |
| 決勝時刻2                                         | IW 2.0                           | 2005        |
| 決勝時刻4：現代戰爭                               | IW 3.0                           | 2007        |
| 決勝時刻：戰爭世界                                | IW 3.0                           | 2008        |
| 007大破量子危機                                   | IW 3.0                           | 2008        |
| 決勝時刻：現代戰爭2                               | IW 4.0                           | 2009        |
| 決勝時刻：黑色行動                                | IW 3.0                           | 2010        |
| 決勝時刻：現代戰爭3                               | IW 5.0                           | 2011        |
| 決勝時刻：黑色行動II                              | 黑色行動II 引擎 (IW 3.0修改版)   | 2012        |
| 決勝時刻：魅影                                    | IW 6.0                           | 2013        |
| 決勝時刻：黑色行動III                             | 黑色行動III 引擎 (IW 3.0修改版)  | 2015        |
| 決勝時刻：無盡戰爭                                | IW 7.0                           | 2016        |
| 決勝時刻：黑色行動4                               | 黑色行動IIII 引擎 (IW 3.0修改版) | 2018        |
| 決勝時刻：現代戰爭 & 決勝時刻：現代戰域           | IW 8.0 (IW引擎重建)              | 2019 & 2020 |
| 決勝時刻：黑色行動冷戰                            | 黑色行動冷戰 引擎 (IW 3.0修改版) | 2020        |
| 決勝時刻：先鋒                                    | IW 8.0                           | 2021        |
| 決勝時刻：現代戰爭II 2022 & 決勝時刻：現代戰域2.0 | IW 9.0                           | 2022        |
| 決勝時刻：現代戰爭III 2023                        | IW 9.0                           | 2023        |
| 決勝時刻：黑色行動6                               | IW 9.0                           | 2024        |